# Kupoupou stilwelli
Kupoupou stilwelli är en utdöd fågel i familjen pingviner inom ordningen pingvinfåglar. Den beskrevs 2019 utifrån fossila lämningar från paleocen funna i Chathamöarna utanför Nya Zeeland.